# (470523) 2008 CS190
(470523) 2008 CS190 est un objet transneptunien de la ceinture de Kuiper en résonance 3:5 avec Neptune. Il mesure environ 250 km de diamètre.